# Orao Basic
Orao Basic dijalekt je programskog jezika BASIC koji je dio porodice računala Orao koje je proizvodila tvrtka PEL Varaždin tijekom osamdesetih godina dvadesetog stoljeća u Hrvatskoj. Potječe od Microsoftovog BASIC-a za procesor MOS6502. Od tog BASIC-a potječu još Apple BASIC, Commodore BASIC, Atari BASIC, Ohio Scientific BASIC, te varijante BASIC-a za jedno pločna računala.

## BASIC podržava
Aritmetičke operacije (sadržane u obje verzije)
- pridjeljivanje =
- množenje *
- djeljenje /
- zbrajanje +
- oduzimanje -
- promjena prioriteta, oble zagrade   ( )

Logičke operacije, poznatije po imenu 'Logika sudova' (sadržane u obje verzije):
- AND, OR, NOT

Trigonometrijske funkcije (sadržane u obje verzije):
- računaju u radijanima
- SIN, COS, TAN, ATN

Operacije na riječima, na nizovima znakova (en. string functions), obje verzije
- LEFT$, RIGHT$, MID$, STR$, LEN

Ulazno/izlazne naredbe
- PRINT
- INPUT
- DATA, READ, RESTORE

### Orao Basic v 1.2
Popis naredbi:
- SAVE, LOAD, LOADC, LIST, INPUT, DATA, READ, RESTORE, PRINT, FOR..NEXT, GOTO, GOSUB..RETURN
- REM, ON, IF..THEN, DIM, ASC, CHR$, VAL, ABS, INT, RND, SGN
- SQR, EXP, LOG, POS, SPC, TAB, RUN, STOP, CONT, END, NEW, MOVE, DRAW, PLOT, USR
- POKE, PEEK, DEF FN

### Orao Basic v 1.3
Ova inačica bila je dio ROM-a Orla 64 i Orla+:
- ABS, ASC, CHAR, CHR$, CIR, CLEAR, CLOSEG, CLOSEW, CLS, DATA, DEF FN
- DIM, DMEM, DOT, END, EXIT, EXP, FOR NEXT STEP, GOSUB, GOTO, IF THEN, INKEY, INPUT
- KEY, LETTER, LMEM, LNK, LOAD, LOG, MODE, MOVE, ON GOSUB, ON GOTO
- OPENG, OPENW, PDL, PEEK, POKE, POS, PRINT, PTR, RATE, READ, REM, RESTORE
- RND, SAVE, SCR, SCREEN$, SGN, SMOVE, SOUND, SPC, SQR, STOP, TAB
- TIME, TIME$, USR, VAL, VDU, WINDOW, WRITE

## Jednostavan primjer
```
10
 
REM CRTA JEDNU PERIODU SINUSOIDE

20
 
for
 
x
=
0
 
to
 
128

30
 
y
=
64
*
sin
(
3.14159
*
x
/
64
)

40
 
plot
 
x
,
y
+
96

50
 
next

60
 
END

```